# Numerele de înmatriculare auto în Muntenegru

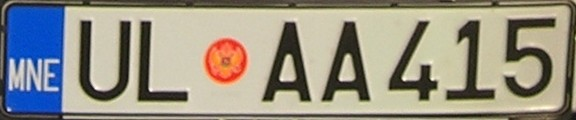
Număr de înmatriculare nou din Muntenegru

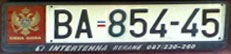
Număr de înmatriculare vechi din Muntenegru

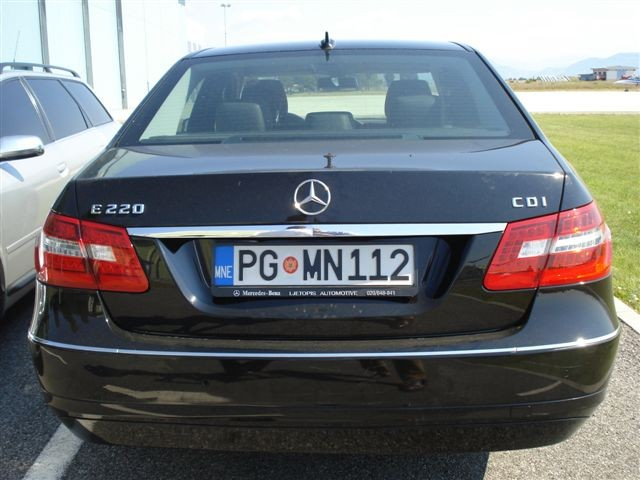
Autoturism înmatriculat în Podgorica

Formatul actual de înmatriculare a fost introdus la data de 6 iunie 2008 care a înlocuit vechiul format (format din plăcuțe de înmatriculare iugoslave).
În prezent numerele de înmatriculare din Muntenegru au caractere negre pe fundal alb cu o bandă albastră pe partea stângă. Banda are inscripția MNE (prescurtarea Muntenegrului).

## Prezentare generală
Primele două litere indică municipiul care sunt urmate de două litere și trei cifre. Pe lângă municipiile Pored, Bara, Budve, Berana, Bijelog Polja, Kotora, Nikšića, Pljevalja, Podgorice, Ulcinja, Herceg Novog și Cetinja plăcile de prima vor primi Andrijevica (AN), Danilovgrad (DG), Žabljak (ŽB), Mojkovac (MK), Plav (PL), Rožaje (RO), Tivat (TV), Šavnik (ŠN) i Plužine (PŽ).

## Municipii

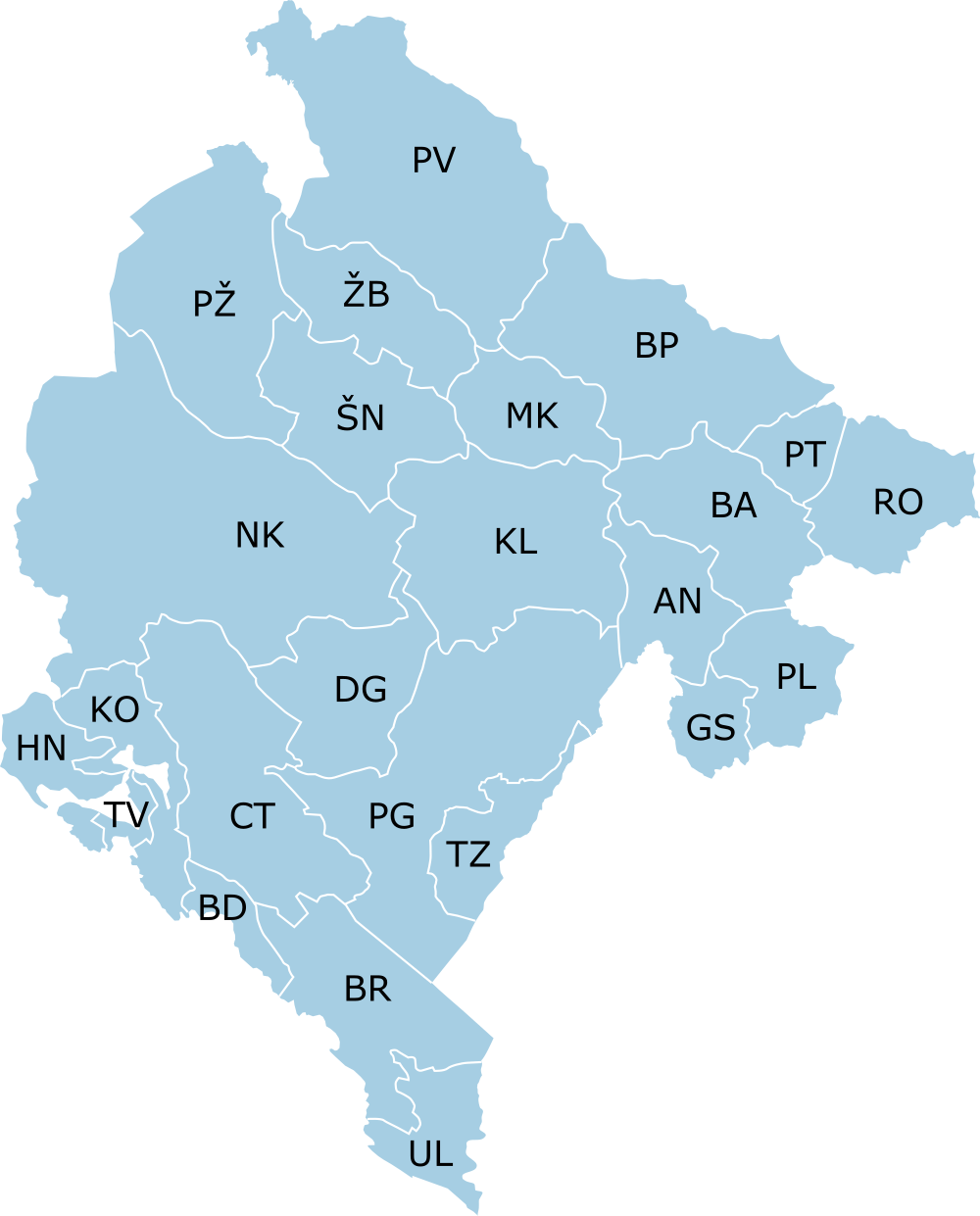
Harta cu codurile municipiilor din Muntenegru

Acestea sunt codurile municipiilor în ordine alfabetică. :
| Car plate code | Locația      |  |
| -------------- | ------------ |  |
| AN             | Andrijevica  |  |
| BA             | Berane       |  |
| BD             | Budva        |  |
| BP             | Bijelo Polje |  |
| BR             | Bar          |  |
| CT             | Cetinje      |  |
| DG             | Danilovgrad  |  |
| GS             | Gusinje      |  |
| HN             | Herceg Novi  |  |
| KL             | Kolašin      |  |
| KO             | Kotor        |  |
| MK             | Mojkovac     |  |
| NK             | Nikšić       |  |
| PG             | Podgorica    |  |
| PL             | Plav         |  |
| PT             | Petnjica     |  |
| PŽ             | Plužine      |  |
| PV             | Pljevlja     |  |
| RO             | Rožaje       |  |
| ŠN             | Šavnik       |  |
| TV             | Tivat        |  |
| UL             | Ulcinj       |  |
| ŽB             | Žabljak      |  |